# ᶏ
ᶏ, appelé A crochet rétroflexe souscrit ou A hameçon rétroflexe souscrit, est une lettre latine qui a été utilisée dans l'alphabet phonétique international, rendu obsolète en 1976. En 1989, le symbole est remplacé par a˞, tout comme les autres voyelles avec crochet rétroflexe.

## Utilisation

Les symboles de voyelles rhotiques avec un crochet rétroflexe dans un article de Daniel Jones dans Le Maître phonétique de 1940.

## Représentations informatiques
Le A crochet rétroflexe peut être représenté avec les caractères Unicode suivants : 
- composé (Supplément phonétique étendu) :

| formes    | représentations | chaînes de caractères | points de code | descriptions                                 |
| --------- | --------------- | --------------------- | -------------- | -------------------------------------------- |
| minuscule | ᶏ               | ᶏ                     | U+1D8F         | lettre minuscule latine a hameçon rétroflexe |

- avant l’ajout de U+1D8F à Unicode 4.1 en 2005, décomposé (latin de base, diacritiques) :

| formes    | représentations | chaînes de caractères | points de code | descriptions                                             |
| --------- | --------------- | --------------------- | -------------- | -------------------------------------------------------- |
| minuscule | a̢               | a◌̢                    | U+0061 U+0322  | lettre minuscule latine a diacritique crochet rétroflexe |